# Бело (Мерт и Мозел)
Бело (фр. Belleau) насеље је и општина у североисточној Француској у региону Лорена, у департману Мерт и Мозел која припада префектури Нанси.
По подацима из 2011. године у општини је живело 841 становника, а густина насељености је износила 41,27 становника/km². Општина се простире на површини од 20,38 km². Налази се на средњој надморској висини од 233 метара (максималној 397 m, а минималној 179 m).

## Демографија
| 1962. | 1968. | 1975. | 1982. | 1990. | 1999. | 2011. |
| ----- | ----- | ----- | ----- | ----- | ----- | ----- |
| 604   | 612   | 539   | 621   | 678   | 722   | 841   |

График промене броја становника у току последњих година